# Mesenteri
En anatomia, es designa amb el nom de mesenteri a una porció del peritoneu que fixa els intestins a la paret abdominal posterior. Ajuda a emmagatzemar greix i subministra vasos sanguinis, limfàtics i nervis als intestins.
El mesenteri és una prima làmina de teixit que consta de dues capes, una interna o visceral en contacte amb l'intestí i una altra externa o parietal. Posseeix dues insercions, un parietal anomenada arrel del mesenteri i una altra visceral que l'uneix a les nanses intestinals, entre les dues capes es disposen vasos sanguinis. La inserció intestinal es molt més llarga que la parietal, perquè segueix totes les sinuositats dels intestins.